# Peter Scheuchenpflug
Peter Scheuchenpflug (* 1965) ist ein deutscher Theologe.

## Leben
Von 1984 bis 1989 studierte er katholische Theologie (Diplom) in Regensburg und Innsbruck. Von 1989 bis 1990 unterrichtete er als nebenberuflicher Religionslehrer an der Berufsschule Kelheim und war wissenschaftliche Hilfskraft am Lehrstuhl für Mittlere und Neuere Kirchengeschichte, Universität Regensburg. Von 1990 bis 1996 war er Pastoralassistent/referent der Diözese Regensburg: (bis 1993: St. Konrad (Regensburg)) (1993 bis 1996: Religionsunterricht an der Hans-Herrmann-Hauptschule Regensburg). Von 1996 bis 2008 war er wissenschaftlicher Assistent/Oberassistent am Lehrstuhl für Pastoraltheologie in Regensburg (1996: Promotion: Die Katholische Bibelbewegung im frühen 19. Jahrhundert, 2003: Habilitation: Katechese im Kontext von Modernisierung und Evangelisierung, 2003: Erteilung der Lehrbefugnis für Pastoraltheologie). Von 2004 bis 2007 hatte er einen Lehrauftrag für Pastoraltheologie in Passau. Von 2008 bis 2009 war er Pastoralreferent (in Elternteilzeit): Religionsunterricht am Albrecht-Altdorfer-Gymnasium und an der Internationalen Schule Regenstauf. Von 2009 bis 2012 war er Akademischer Rat z. A. am Lehrstuhl für Religionspädagogik und Didaktik des Religionsunterrichts an der Fakultät für Katholische Theologie der Universität Regensburg. Seit 2012 lehrt er als Akademischer Rat und außerplanmäßiger Professor am Lehrstuhl für Religionspädagogik und Didaktik des Religionsunterrichts an der Fakultät für Katholische Theologie der Universität Regensburg.